# Progresso Lagoon
Progresso Lagoon är en sjö i Belize. Den ligger i distriktet Corozal, i den norra delen av landet, 110 km norr om huvudstaden Belmopan. Samhället Progresso ligger vid Progresso Lagoon.